# Маландин, Герман Капитонович
Ге́рман Капито́нович Мала́ндин (3 [15] декабря 1894, Нолинск, Вятская губерния — 27 октября 1961, Москва) — советский военачальник, генерал армии (12.11.1948), профессор (1961).

## Биография
Родился в семье служащих, отец его служил в Городской управе Нолинска, а затем в Городском банке Нолинска. Окончил школу в Нолинске и в 1912 году — Вятскую мужскую гимназию в 1912 году, после чего поступил на юридический факультет Московского университета.
После начала Первой мировой войны, в 1915 году призван в Русскую императорскую армию. Окончил Александровское военное училище в Москве в 1915 году. Воевал на Юго-Западном и Румынском фронтах Первой мировой войны, командовал ротой. В 1917 году занимал должность старшего адъютанта штаба армейского корпуса (примерно соответствует современной должности начальника оперативного отдела штаба корпуса). В 1917 году окончил офицерские пулемётные курсы. Последнее звание в российской армии — поручик. После Октябрьской революции и развала армии в начале 1918 года был демобилизован.
Вернулся в Нолинск, работал нивелировщиком на изыскании железнодорожной линии Рыбинск — Красноуфимск.

### Гражданская война
Призван в Рабоче-Крестьянскую Красную Армию в сентябре 1918 года по мобилизации. В годы гражданской войны был начальником отдела обучения и формирования Нолинского уездного военкомата, командовал батальоном 204-го стрелкового полка, командовал 2-м Вятским полком в Сарапуле, с 1919 года командовал стрелковой бригадой, с сентября 1920 года — военный руководитель Вятского губернского военкомата, с апреля 1921 года на такой же должности в Уфимском губернском военкомате. На фронтах Гражданской войны не воевал, но принимал активное участие в борьбе с бандитизмом и повстанческим движением.

### Межвоенный период
С августа 1921 года — начальник штаба 67-й отдельной стрелковой бригады Приволжского военного округа в Уфе. С апреля 1922 года — начальник штаба 57-й Уральской стрелковой дивизии ПриВО. В 1926 году окончил курсы высшего начсостава при Военной академии РККА имени М. В. Фрунзе. С января 1929 года — командир 95-го стрелкового полка 32-й Саратовской стрелковой дивизии Приволжского ВО. С января 1931 года — начальник штаба Приморского особого стрелкового корпуса Отдельной Краснознамённой Дальневосточной армии, с марта 1932 года — начальник штаба Особого колхозного корпуса там же. В 1935 году направлен на учёбу, учился на военно-исторических курсах адъюнктов при Военной академии РККА имени М. В. Фрунзе, в 1936 году был переведён слушателем в только что созданную Академию Генерального Штаба РККА, учился на знаменитом первом её курсе, впоследствии названного «маршальским курсом» (на нём учились 4 будущих Маршалов Советского Союза, 6 генералов армии, 8 генерал-полковников, 1 адмирал). В одной группе с Г. К. Маландиным в академии учились Н. Ф. Ватутин, В. В. Курасов, П. А. Курочкин, Л. М. Сандалов. Окончил академию в 1938 году, оставлен в ней на преподавательской работе в должности старшего руководителя.
С 1939 года — заместитель начальника штаба Киевского военного округа (начальник штаба — Н. Ф. Ватутин). В сентябре 1939 года на базе штаба округа был сформирован штаб Украинского фронта, в составе которого Г. К. Маландин участвовал в Польском походе РККА 1939 года. Член ВКП(б) с 1940 года. В 1940 году переведён в Генеральный штаб РККА и назначен заместителем начальника Оперативного управления (начальник управления — Н. Ф. Ватутин). С февраля 1941 года — начальник Оперативного управления Генерального штаба, Н. Ф. Ватутин тем же приказом назначен 1-м заместителем начальника Генерального штаба по оперативным вопросам и вопросам тыла.

### Великая Отечественная война
В первые дни войны, 30 июня, Г. Маландин был назначен начальником штаба Западного фронта, С 10 по 21 июля 1941 года — начальник штаба Главного командования войск Западного направления. Всё это время войска фронта отступали с значительными потерями вглубь территории страны, создать устойчивый фронт обороны командованию направления и фронта не удавалось. В июле 1941 года был понижен в должности до заместителя начальника штаба Западного фронта.
Своеобразную оценку месту Г. К. Маландина среди штабистов Красной Армии дал Г. К. Жуков в конце сентября 1941 года. Как известно, Г. К. Жуков в это время находился на Ленинградском фронте, куда вылетел с Западного фронта одним самолетом с М. С. Хозиным и И. И. Федюнинским для спасения ситуации. Первоначально начальником штаба Г. К. Жукова был М. С. Хозин, который до войны возглавлял Ленинградский военный округ и мог быстро войти в курс дела. Однако 26 сентября М. С. Хозина назначают командующим 54-й армией. Реакция Г. К. Жукова, оставшегося без начальника штаба в трудный момент, эмоциональна. Эта реакция зафиксирована в телеграфных переговорах Г. К. Жукова с начальником Генерального штаба Б. М. Шапошниковым и позволяет судить о том, как Г. К. Жуков оценивал своих недавних подчиненных по Генеральному штабу: «Сейчас же выслать генерала Анисова». Получив отказ: «…Прошу дать хорошего начальника штаба… Очень прошу дать хорошего начальника штаба, так как с управлением здесь очень плохо. Обстановка сложная как на море, так и на земле. так и в воздухе. Считаю Анисова можно дать, а там оставить Маландина, который зря сидит в Западном или прошу Соколовского дать».
После Вяземской катастрофы войск фронта в октябре 1941 года снят и с этой должности. В ноябре 1941 года назначен начальником кафедры Академии Генерального штаба имени К. Е. Ворошилова (в 1942 году переименована в Высшую военную академию имени К. Е. Ворошилова), которая в то время действовала в эвакуации в Уфе. С 6 марта по 30 апреля 1942 года временно исполнял должность начальника академии.
В декабре 1943 года по личной просьбе вновь направлен на фронт, назначен начальником штаба 13-й армии 1-го Украинского фронта (командующий армией Н. П. Пухов, командующие фронтом Н. Ф. Ватутин, Г. К. Жуков, И. С. Конев). На этом посту воевал до конца войны, успешно участвовал в Житомирско-Бердичевской, Львовско-Сандомирской, Висло-Одерской, Нижне-Силезской, Берлинской и Пражской операциях.
При этом, в отличие от подавляющего числа других советских военачальников, Г. К. Маландин прошёл Великую Отечественную войну с понижением (начальник штаба фронта, заместитель начальника штаба фронта, начальник штаба армии) и ни разу за годы войны не повышался в воинском звании.

### Послевоенное время

Могила Г. К. Маландина на Новодевичьем кладбище Москвы.

С июня 1945 года — начальник штаба Центральной группы войск на территории Австрии. С 23 марта 1946 года — начальник Главного штаба Сухопутных войск — заместитель Главнокомандующего Сухопутными войсками СССР. С 12 ноября 1948 года — первый заместитель начальника Генерального Штаба. С июля 1952 года — начальник штаба — первый заместитель командующего войсками Прикарпатского военного округа. С сентября 1953 года — вновь заместитель начальника Генерального Штаба. В марте 1955 года вторично назначен начальником Главного штаба Сухопутных войск — первым заместителем Главнокомандующего Сухопутными войсками.
С июня 1956 года — начальник кафедры — первый заместитель начальника Военной академии Генерального штаба (до 1958 года именовалась Высшей военной академией имени К. Е. Ворошилова). С июня 1958 года до последних дней жизни — начальник этой академии. Профессор (1961). Занимался научно-исследовательской работой, автор ряда военно-научных и военно-исторических трудов.

## Отзывы о Г. К. Маландине

### Положительные отзывы
Деловые качества Г. К. Маландина высоко оценивались рядом выдающихся советских военачальников. Так, Маршал Советского Союза И. С. Конев в мемуарах писал:

Не могу не сказать тут хотя бы несколько слов о начальнике штаба 13-й армии Германе Капитоновиче Маландине. Это был человек большой штабной школы, талантливый и организованный, отличавшийся безукоризненной честностью и точностью, никогда не поддававшийся соблазну что-либо приукрасить или округлить в своих докладах. Вот уж за кем не было этого греха, водившегося за некоторыми в общем-то неплохими людьми.— Конев И. С. Записки командующего фронтом. — М.: Военное издательство, 1991. — С.493-494.
Генерал армии С. М. Штеменко:

… генерал Г. К. Маландин … был тоже очень уравновешенный, всегда корректный человек, необычайно скромный и душевный. До самозабвения отдавался работе и умел её выполнять, какой бы сложной она ни была. Герман Капитонович пользовался в Генштабе большим уважением за свою пунктуальность и глубину анализа обстановки.— Штеменко С. М. Генеральный штаб в годы войны. — М.: Военное издательство, 1989.
Маршал Советского Союза А. И. Ерёменко:

Меня весьма обрадовало то обстоятельство, что начальником штаба фронта назначался Герман Капитонович Маландин, которого я знал как очень опытного генерала, обладавшего незаурядными оперативными способностями.— Ерёменко А. И. В начале войны. — Глава 2.]

### Критический отзыв
Г. К. Маландин отмечен с отрицательной стороны в Директиве заместителя народного комиссара обороны СССР начальника Генерального штаба Маршала Советского Союза Б. М. Шапошникова, направленной начальникам штабов фронтов и отдельных армий 6 ноября 1941 года:

Правильные взаимоотношения штабов и командиров являются одной из важнейших основ успешного руководства войсками в бою и операции. Они помогают устранять многочисленные трения на войне и обеспечивают твердое управление войсками. 

Опыт войны показал, что на основе правильных взаимоотношений вырастает авторитет штабов. Однако наряду с этим имеют место случаи недопустимо-пренебрежительного отношения со стороны отдельных командиров к запросам командиров вышестоящих штабов.

Таким примером недопустимо-пренебрежительного отношения является возмутительный поступок начальника оперативного отдела штаба Западного фронта, генерал-лейтенанта Маландина, который вместо ответа на запрос полковника Клименко из Генштаба  приказал своему адъютанту ответить полковнику Клименко нецензурной бранью. 

Такое поведение генерал-лейтенанта Маландина дискредитирует воинское звание, подрывает авторитет Генерального штаба и тормозит его работу, за что генерал-лейтенанту Маландину объявляю выговор.

## Воинские звания
- Подпоручик (1916)
- Поручик (1917)
- Комбриг (28.11.1935)
- Комдив (4.11.1939)
- Генерал-лейтенант (4.06.1940)
- Генерал-полковник (31.08.1945)
- Генерал армии (12.11.1948)

## Награды
- 3 ордена Ленина (21.02.1945, 6.05.1945, 17.12.1954)
- 3 ордена Красного Знамени (22.02.1941, 3.11.1944, 20.06.1949)
- 2 ордена Суворова 1-й степени (6.04.1945, 29.05.1945)
- Орден Кутузова 1-й степени (31.07.1944)
- Орден Суворова 2-й степени (29.05.1944)
- Орден Красной Звезды (16.08.1936)
- Медали

Иностранные награды
- Орден «За воинскую доблесть» IV класса (Польша)
- Орден «Крест Грюнвальда» II класса (Польша)
- Ордена Белого льва «За Победу» II и III степеней (Чехословакия)
- Чехословацкий Военный крест 1939 года
- Медаль «За Одру, Нису и Балтику» (Польша)
- Медаль «Победы и Свободы» (Польша)
- Медаль «Китайско-советская дружба» (КНР)

## Память
- В родном городе Нолинск установлена мемориальная доска в честь Г. К. Маландина на доме, в котором он родился (2015)[12].